# Thierry Tinmar
Thierry Tinmar (Le Lamentin, Martinica, 19 de mayo de 1963) es un exfutbolista y entrenador de fútbol de Martinica que jugaba en la posición de defensa central.

## Carrera

### Club
| Periodo   | Club             |
| --------- | ---------------- |
| 1984–1986 | PSG              |
| 1985–1986 | → Laval (cedido) |
| 1986–1987 | Red Star FC      |
| 1988–1989 | LB Châteauroux   |
| 1989–1995 | Club Franciscain |

### Selección nacional
Jugó para Martinica en cuatro ocasiones en 1993 y anotó un gol en la derrota por 1-3 ante Costa Rica en México DF por la Copa de Oro de la Concacaf 1993, además de que fue campeón de la Copa del Caribe de 1993.

### Entrenador
| Periodo | Club              |
| ------- | ----------------- |
| 2017    | New Star de Ducos |

## Logros

### Club
- Campeonato Nacional de Martinica (1): 1993/94
- Copa de Martinica (1): 1990
- Copa DOM (1): 1994

### Selección nacional
- Copa del Caribe (1): 1993